# بوست شوتز
Postchutz (الحماية البريدية)، في عام 1942، SS-Postschutz، وحدة شبه عسكرية في رايشبوست بمهمتها حماية منشآت مكتب البريد من الهجمات المسلحة.

## أصول
تم إنشاء الحماية البريدية في عام 1933 من أجل حماية مؤسسات مكتب البريد الألماني من الهجمات الشيوعية. في عام 1942، تم وضع Postchutz تحت قيادة ألجيماينه إس إس، ليصبح SS-Postschutz تحت قيادة جوزيف بيرغر، وتخضع لإشراف SS-Hauptamt.

## شؤون الموظفين
في نهاية عام 1933، تطوع 26000 موظف بريد لصالح Postchutz. في عام 1937، أبرم اتفاق بين الفيرماخت ومدير مكتب البريد فيلهلم أوهنورج أنه في وقت الحرب، سيتم حجز 29000 رجل من الرايخسبوست لصالح Postchutz. في عام 1939، احتوى Postchutz على 40000 رجل، وكانت أيضًا مسؤولًا عن احتياطات الغارات الجوية لصالح Reichspost. يمكن لجميع موظفي البريد الذكور أن يصبحوا أعضاء متطوعين في Postchutz. جرى التدريب في ثماني مدارس عقدت دورات سنوية لـ 20 ألف عضو في مدرسة بوستشوتز.

## الأعمال العسكرية
في عام 1942، قامت وحدات من SS-Postschutz بتزويد Fronthilfe der Deutschen Reichspost بوحدات المركبات الآلية التي تعمل مع الوحدات الأمامية من فافن إس إس. في عام 1944، ضمت Fronthilfe المقر الرئيسي، وخمس كتائب ومستودع للسيارات وحوالي 7000 رجل. تم تجنيد أعضاء SS-Postschutz أيضًا في SS-Sicherungs-Bataillone der Deutschen Reichspost (كتائب الأمن SS التابعة لمكتب البريد الألماني) لمحاربة الثوار في سلوفينيا المحتلة وبيلوروسيا.

## الرتب
| شارة الكتف | شارة طوق | PSP Rank              | ترجمة            | ما يعادل SS         |
| ---------- | -------- | --------------------- | ---------------- | ------------------- |
|            |          | Oberführer            | قيادي بارز       | Obersturmbannführer |
|            |          | Berzirksführer        | زعيم المنطقة     | Sturmbannführer     |
|            |          | Abschnittsführer      | قائد قسم         | هوبتستثرمفهرر       |
|            |          | Abteilungshauptführer | رئيس قسم كبير    | Obersturmführer     |
|            |          | Abteilungsführer      | قائد القسم       | Untersturmführer    |
|            |          | Zughauptführer        | قائد فصيلة كبير  | Hauptscharführer    |
|            |          | Zugführer             | قائد فصيلة       | Oberscharführer     |
|            |          | Gruppenhauptführer    | قائد مجموعة كبار | Scharführer         |
|            |          | غروبنفهرر             | قائد المجموعة    | Unterscharführer    |
|            |          | Truppführer           | قائد القوات      | Rottenführer        |
|            |          | Rottenführer          | مراقب عمال       | Rottenführer        |
|            |          | Postschutzmann        | رجل حماية البريد | مان                 |